# Slaba Gorica
Slaba Gorica (nemško Schlechtbüchel) je odmaknjeno in zapuščeno naselje v Občini Črnomelj v Beli krajini v jugovzhodni Sloveniji. Naselje je del Dolenjske in je danes vključeno v Jugovzhodno statistično regijo. Ozemlje naselja je del katastrske občine Rožič Vrh. Proti vzhodu se nahaja opuščena kočevarska vas Ovčjak, proti jugu pa kočevarska vas Draga pri Bistrici.

## Zgodovina
Slaba Gorica je bila kočevarska vas. Sredi 18. stoletja je imela tri hiše, leta 1931 pa štiri. Prvotne prebivalce so jeseni 1941 izgnali. Vas je bila poleti 1942 med italijansko roško ofenzivo požgana in ni bila nikoli več obnovljena.

## Gospodarstvo
Gozdna železnica pri Slabi Gorici je bila dolga 1,5 km. Zgradilo jo je podjetje Jugoles. Proga je bila dokaj enostavna, lahkega tipa, s širino tirnic 60 cm, znana pod imenom "koturača". Vagončke, natovorjene z lesom, so po njej do ceste vlekli konji, kjer so les preložili na cestna vozila in ga odpremili v Črnomelj. Progo so po koncu druge svetovne vojne opustili, jo razdrli in po njeni trasi zgradili cesto.